# Stenoconalia
Stenoconalia is een geslacht van kevers uit de familie spartelkevers (Mordellidae).
Het geslacht is voor het eerst wetenschappelijk beschreven in 1967 door Ermisch.

## Soorten
Het geslacht omvat de volgende soort:
- Stenoconalia endroedyi Ermisch, 1967